# Route I/75 (Slovaquie)
Pour les articles homonymes, voir I75 et Route 75.
La I/75 (en slovaque : cesta I. triedy 75) est une route slovaque de première catégorie reliant Sládkovičovo à Lučenec. Elle mesure 194,3 km.

## Tracé
- Région de Trnava
  - Sládkovičovo
  - Galanta
- Région de Nitra
  - Kráľová nad Váhom
  - Šaľa
  - Trnovec nad Váhom
  - Jatov
  - Tvrdošovce
  - Nové Zámky
  - Dvory nad Žitavou
  - Kolta
  - Čaka
  - Tekovské Lužany
  - Demandice
  - Horné Semerovce
  - Slatina
- Région de Banská Bystrica
  - Opava
  - Príbelce
  - Dolné Plachtince
  - Veľký Krtíš
  - Pôtor
  - Slovenské Kľačany
  - Závada
  - Ľuboreč
  - Lehôtka
  - Lučenec